# Duosclera
Duosclera is een geslacht van sponsdieren uit de familie van de Spongillidae.

## Soort
- Duosclera mackayi (Carter, 1885)